# Brasile ai XIX Giochi olimpici invernali
Il Brasile partecipò ai XIX Giochi olimpici invernali, svoltisi a Salt Lake City, Stati Uniti d'America, dall'8 al 24 febbraio 2002, con una delegazione di 10 atleti, 2 delle quali donne.

## Sci alpino
| Gare maschili  |                 |           |           |              |           |
| Gara           | Atleta          | 1° manche | 2° manche | Tempo totale | Posizione |
| Slalom Gigante | Nikolai Hentsch | 1:23.07   | Squalif.  |              |           |
| Gare femminili |                 |           |           |              |           |
| Gara           | Atleta          | 1° manche | 2° manche | Tempo totale | Posizione |
| Slalom Gigante | Mirella Arnhold | 1:37.44   | 1:36.30   | 3:13.74      | 48°       |

## Sci di fondo
| Gare maschili  |                      |              |           |
| Gara           | Atleta               | Tempo totale | Posizione |
| 50 Km          | Alexander Penna      | 3-23:58.7    | 57°       |
| Gare femminili |                      |              |           |
| Gara           | Atleta               | Tempo totale | Posizione |
| 10 Km          | Franziska Becskehazy | 46:46.0      | 57°       |

## Bob
| Gare maschili |                                                                        |          |          |          |          |         |           |
| Gara          | Equipaggio                                                             | Manche 1 | Manche 2 | Manche 3 | Manche 4 | Totale  | Posizione |
| A 4           | Edson Bindilatti Matheus Inocêncio Eric Maleson Cristiano Rogério Pães | 48.91    | 48.76    | 49.44    | 49.62    | 3:16.73 | 27°       |

## Slittino
| Gare maschili |                  |          |          |          |          |          |           |
| Gara          | Equipaggio       | Manche 1 | Manche 2 | Manche 3 | Manche 4 | Totale   | Posizione |
| Singolo       | Ricardo Raschini | 46.309   | 46.977   | 46.464   | 56.897   | 3:16.647 | 45°       |
| Singolo       | Renato Mizoguchi | 47.773   | 50.036   | 53.349   | 48.742   | 3:19.900 | 46°       |